# Ateuchus hamatus
Ateuchus hamatus là một loài bọ cánh cứng trong họ Bọ hung (Scarabaeidae).